# Hegyhátsál
Hegyhátsál (németül: Schaal) község Vas vármegyében, a Körmendi járásban.

## Fekvése
A Kemenesháton fekszik, a legközelebbi várostól, Körmendtől 7 kilométerre délkeletre.
A közvetlenül határos települések: északkelet felől Nagymizdó, délkelet felől Hegyháthodász, nyugat felől Nádasd, északnyugat felől pedig Katafa.

### Megközelítése
Legfontosabb közúti megközelítési útvonala a 76-os főút, mely a Balatontól Zalaegerszegen át Körmend térségéig húzódik. A főút régebben a település belterületén is áthaladt annak főutcájaként, de jelenleg már dél felől elkerüli azt. A korábbi nyomvonal ezután egy ideig országos közútként a 74 195-ös útszámozást viselte; 2024 decemberi állapot szerint azonban már önkormányzati útnak minősül.
A község belterületének déli részén ér véget továbbá, a 76-osba beletorkollva a 7441-es út, illetve a község déli határszélén ágazik ki a főútból a Hegyháthodászra vezető 74 166-os számú mellékút is.
Vasútvonal nem érinti; bár alig néhány kilométerre nyugatra húzódik tőle a Körmend–Zalalövő-vasútvonal, de azon 2009 óta nincs forgalom.

## Története

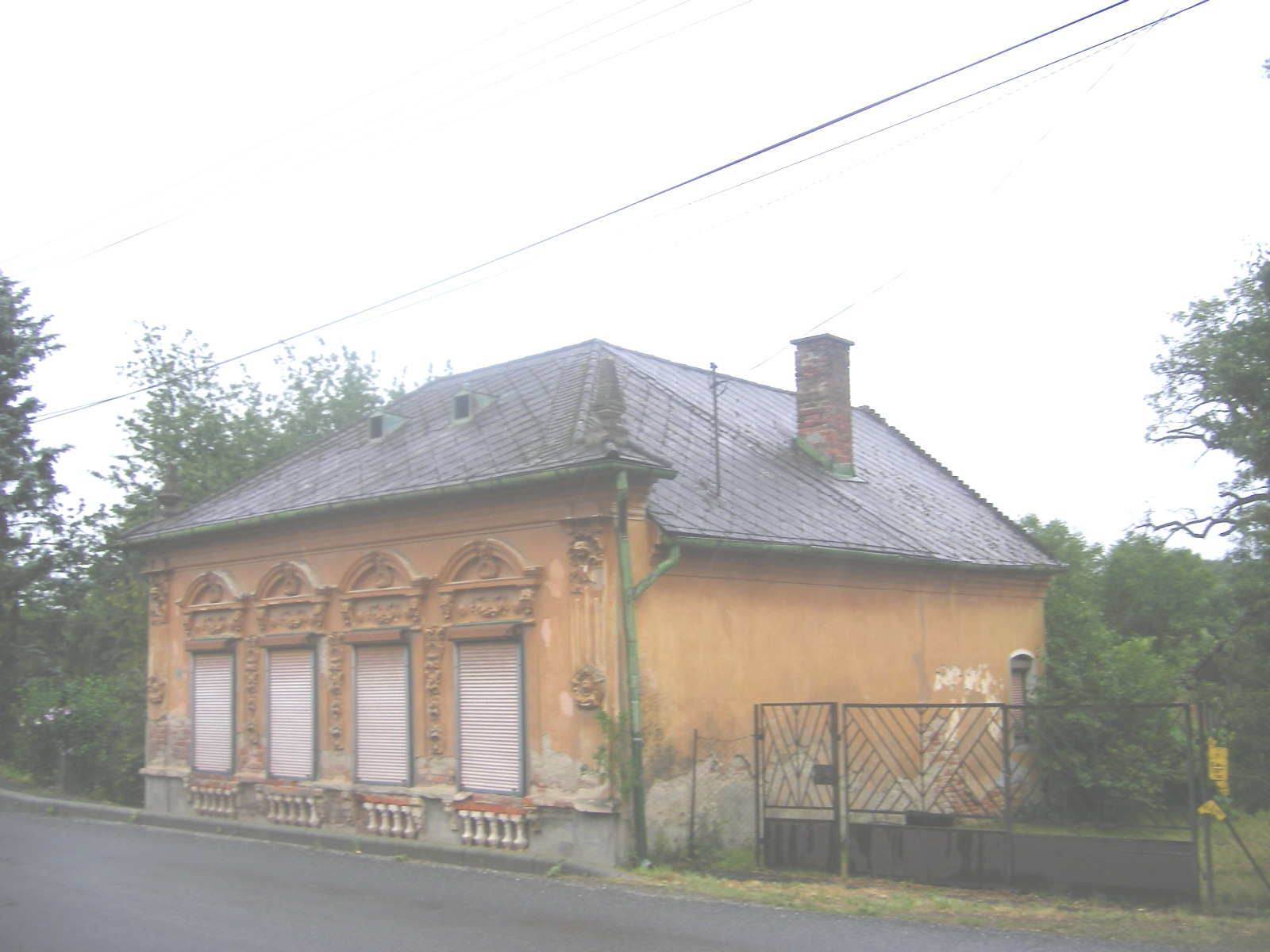
Lakóház

A római uralom alatt virágzó élet volt itt, s a honfoglalás első idejében a magyarok még nem szállták meg. Lakói mind nemesek voltak, Hegyhátsál az egyik legősibb nemesi község. A néphagyomány szerint először egy Sal nevű ember települt le a Májsz-lápon lévő forráshoz. Ez jelenleg a Kocsma-tó elnevezésű hely környékét jelenti. A középkor óta kisnemesek által lakott község nevének első okleveles említéseit a 14. század óta ismerjük. A települést egy 1368-as oklevél Olsál néven említi. 
A község pecsétjei csak igen későn, a 19. század második felétől találhatóak meg hivatalos iratokon. Hegyhátsál elöljárói ekkor is csak igen egyszerű, negatív vetésű, ovális alakú pecsétet használtak, amelynek közepén a „Sal” szó olvasható. A hatvanas években még álló számos népi épületéből ma már csak a Temető utca 7. szám alatti lakóház, istálló és kovácsműhely védett. Az eredetileg festett konzolgerendák alkotta tornácról nyílnak a helyiségek, az építmények boronafalasak, zsúpfedésűek.

## Közélete

### Polgármesterei
- 1990–1994: Büki Imre (független)[3]
- 1994–1998: Büki Imre (független)[4]
- 1998–2002: Büki Imre (független)[5]
- 2002–2006: Molnár Lajos (független)[6]
- 2006–2010: Molnár Lajos (független)[7]
- 2010–2014: Horváth Magdolna (független)[8]
- 2014–2019: Horváth Magdolna (független)[9]
- 2019–2024: Horváth Magdolna (független)[10]
- 2024– : Horváth Magdolna (független)[1]

## Népesség
A település népességének változása:
| Lakosok száma | 156  | 157  | 154  | 154  | 133  | 139  | 141  |
|               | 2013 | 2014 | 2015 | 2021 | 2022 | 2023 | 2024 |

A 2011-es népszámlálás során a lakosok 91%-a magyarnak, 2,6% németnek, 0,6% románnak, 0,6% ukránnak mondta magát (9% nem nyilatkozott; a kettős identitások miatt a végösszeg nagyobb lehet 100%-nál). A vallási megoszlás a következő volt: római katolikus 82,1%, református 1,9%, evangélikus 0,6%, felekezet nélküli 1,3% (13,5% nem nyilatkozott).
2022-ben a lakosság 92,5%-a vallotta magát magyarnak, 5,3% németnek, 0,8% örménynek, 0,8% bolgárnak, 3,8% egyéb, nem hazai nemzetiségűnek (6,8% nem nyilatkozott; a kettős identitások miatt a végösszeg nagyobb lehet 100%-nál). Vallásuk szerint 49,6% volt római katolikus, 6% református, 0,8% egyéb katolikus, 6% felekezeten kívüli (37,6% nem válaszolt).

## Nevezetességei

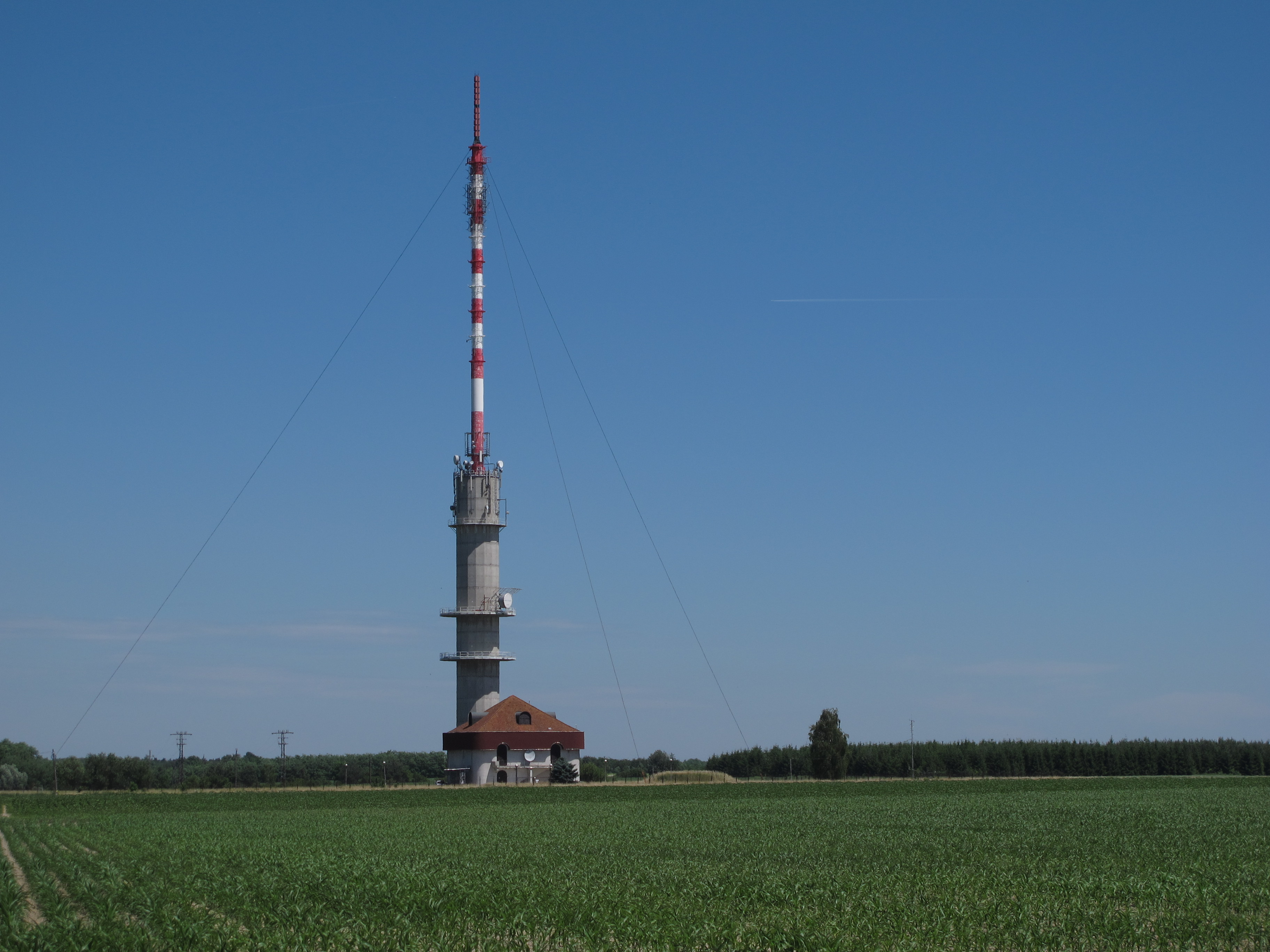
TV-torony

- Hegyháti Csillagvizsgáló (Hegyháti Csillagvizsgáló Alapítvány)
- Népi műemlékegyüttes
- Imaház
- Mária gyermekével (szobor)
- Tv- és rádió-átjátszóállomás
- Falusi tájkép

## Híres szülöttei
- Kunc Adolf (1841–1905) premontrei tanár, igazgató, Szombathely történetírója

## Testvértelepülés
- Türje